# Hipolit Podhorodecki
Hipolit Podhorodecki (ur. 1840 w Miżyńcu, zm. 17 lutego 1921) – doktor praw, tytularny pułkownik C. K. Armii.

## Życiorys
Urodził się w 1840 w Miżyńcu. Jako słuchacz praw w 1863 przystąpił do powstania styczniowego 1863. Służył w oddziale Franciszka Ksawerego Horodyńskiego w szeregach kosynierów. Brał udział w bitwie pod Radziwiłłowem (zakończonej niepowodzeniem 2 lipca 1863). Był także karabinierem w czasie wyprawy Jana Żalplachty Zapałowicza.
Po upadku powstania ukończył studia prawnicze. Od około 1865 był praktykantem audytoriatu w C. K. Audytoriacie, po czym w maju 1867 został nadporucznikiem audytorem w 3 granicznym pułku piechoty w Ogulinie. W stopniu porucznika audytoriatu był oficerem służby frontowej. Następnie został zweryfikowany w stopniu nadporucznika piechoty z dniem 1 maja 1869. Od tego czasu służył w 58 Galicyjskim pułku piechoty w Pesth-Ofen. Od około 1870 służył w szeregach 80 Galicyjskiego pułku piechoty we Lwowie, gdzie już ze stopniem doktora praw od około 1871 do około 1874 był oficerem powiatowym uzupełnień (w Złoczowie). W kolejnych latach pozostawał oficerem 80 pułku. W latach około 1876–1877 był nadzwyczajnym słuchaczem na dwuletnim kursie w Szkole Wojennej w Wiedniu. W tym okresie, w listopadzie 1877 został awansowany na stopień kapitana 2 klasy w korpusie piechoty, strzelców i pionierów z dniem 1 listopada 1877. Następnie od września 1878 do około 1879 był przydzielony z 80 pułku do Sztabu Generalnego, a stamtąd do komendy wojskowej w Hermannstadt na Siedmiogród, gdzie był oficerem w oddziale wojskowym. Od około 1879 ponownie służył w szeregach lwowskiego 80 pułku piechoty. W listopadzie 1880 otrzymał awans na kapitana 1 klasy z dniem 1 listopada 1877. Nadal służył w 80 p.p., w 1880 przeniesionym do Višegradu, a od 1883 ponownie stacjonującego we Lwowie i pozostawał tam do 1889. W sierpniu 1889 został przeniesiony z 80 pułku piechoty do 40 Galicyjskiego pułku piechoty w Rzeszowie. Następnie został awansowany na majora piechoty z dniem 1 listopada 1889. Od tego czasu 40 p.p. pełnił funkcję komendanta 2 batalionu, a następnie od około 1893/1894 był komendantem powiatowej komendy uzupełnień. Został awansowany na podpułkownika piechoty z dniem 1 maja 1894. Od tego czasu 40 pułku garnizonował w Jarosławiu, aczkolwiek komenda rejonu uzupełnień pozostawała w Rzeszowie, zaś Hipolit Podhorodecki był jej komendantem będąc najwyższym rangą polskim oficerem 40 pułku. Na początku lutego 1897 został przeniesiony w stan spoczynku. Przy tej okazji otrzymał od cesarza Franciszka Józefa wyrazy najwyższego zadowolenia.

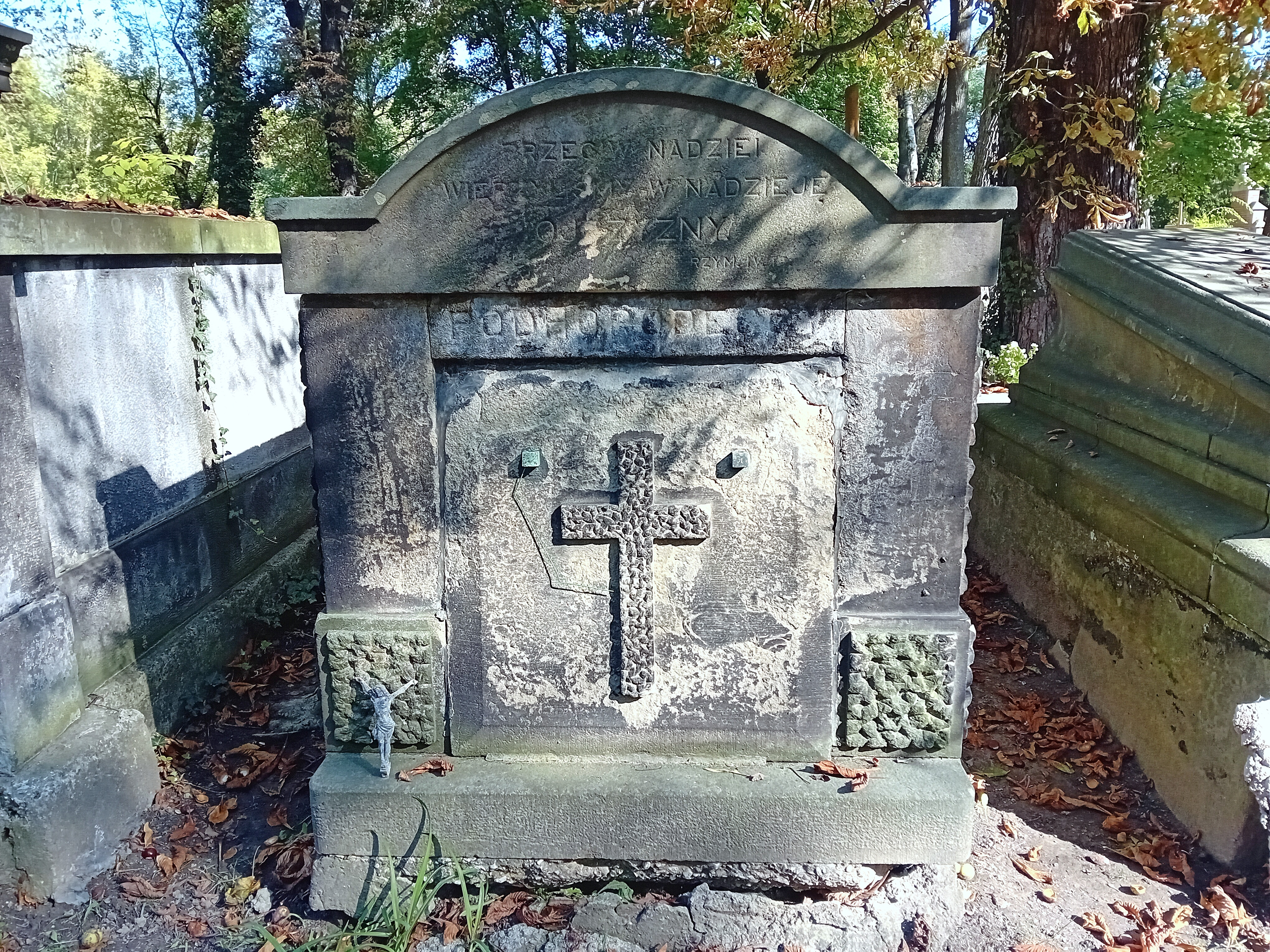
Grobowiec Podhorodeckich

Następnie, jako nieetatowy tytularny pułkownik około 1897/1898 przebywał w Bolechowie, a potem w Krakowie. Zmarł 17 lutego 1921. Został pochowany na cmentarzu Rakowickim w Krakowie.

## Odznaczenia
- Srebrny Medal Waleczności (przed 1898)[30][b]
- Brązowy Medal Zasługi Wojskowej na czerwonej wstążce (przed 1899)[31]
- Medal Wojenny (przed 1900)[32]
- Brązowy Medal Jubileuszowy Pamiątkowy dla Sił Zbrojnych i Żandarmerii (przed 1900)[32]
- Odznaka za Służbę Wojskową 3 klasy dla oficerów (przed 1900)[32]